# Clovis Macouin
Clovis  (Henri, Dominique) Macouin, né le 25 juillet 1888 à Azay-sur-Thouet (Deux-Sèvres) et mort le 30 octobre 1966 à Parthenay (Deux-Sèvres), est un homme politique français.
Mutilé pendant la Première Guerre mondiale (amputé d'un bras), il se lance en politique. Maire de Moncoutant, conseiller général, il est élu député des Deux-sèvres en 1928 et ce jusqu'en 1942. Il siège d'abord à l'Union républicaine démocratique, puis à la Fédération républicaine.
Le 10 juillet 1940, il vote les pleins pouvoirs au maréchal Pétain, mais rejoint ensuite la Résistance et le Comité départemental de Libération des Deux-Sèvres. À la Libération, il devient maire de Parthenay et retrouve son mandat de conseiller général. Élu député aux deux constituantes de 1946, il est difficilement réélu comme député gaulliste en novembre 1946 et siège au groupe du Parti républicain de la liberté. Il ne se représente pas en 1951, et après un échec aux sénatoriales de 1948 puis de 1952, il se retire définitivement de la vie politique.

## Sources
- « Clovis Macouin », dans le Dictionnaire des parlementaires français (1889-1940), sous la direction de Jean Jolly, PUF, 1960 [détail de l’édition]